# 8e régiment du matériel
 (juin 2008).
Si vous disposez d'ouvrages ou d'articles de référence ou si vous connaissez des sites web de qualité traitant du thème abordé ici, merci de compléter l'article en donnant les références utiles à sa vérifiabilité et en les liant à la section « Notes et références ».
Le 8e régiment du matériel (8e RMAT) est un régiment de soutien de l'armée de terre française créé en 1985. Il fait partie de la brigade de maintenance.
La portion centrale du régiment est située à Mourmelon et il dispose d'un détachement à Versailles ainsi que de sections réparations à Mailly-le-Camp, Olivet, Suippes et Thierville-sur-Meuse.

## Devise
La devise du 8e RMAT « Per fas et nefas » est une locution latine qui fut choisie lors de l'homologation de l'insigne en 1985. Elle signifie : « Par toutes les voies, par tous les moyens ».

## Création et différentes dénominations

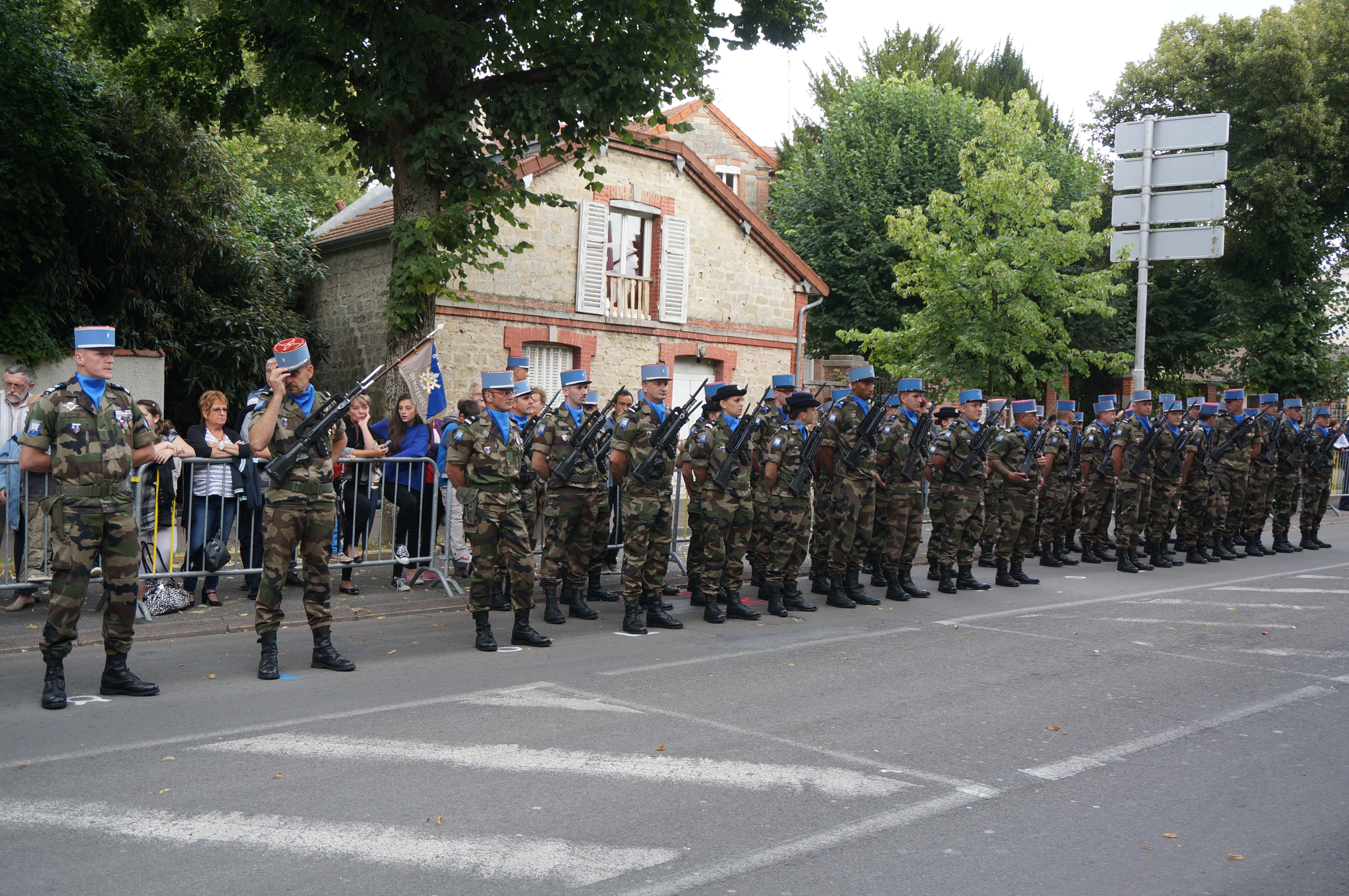
Défilé du 8e, la compagnie CCS

### En 1985
L'histoire du 8e Régiment du Matériel commence en juillet 1985 lors de la restructuration de l'armée de terre. Huit régiments sont alors créés de toutes pièces.
Le 8e régiment du matériel de Verdun est la somme de trois unités dissoutes. Il est, par ailleurs, le gardien du patrimoine de ces unités :
- le 101e GRMCA (Groupement de Réparation du Matériel de corps d'armée) de Verdun.
- le 771e GMu (Groupement Munitions) de Connantray-Vaurefroy.
- le 10e GRDB (Groupement de Réparation de Division Blindée) de Mourmelon-le-Grand.

Tiré de la plaquette d'accueil des nouveaux arrivants :
Implanté pour plus de la moitié des moyens à Verdun (55 Meuse) pour la portion centrale, il comporte des éléments installés à Mourmelon (51 Marne) Connantray (51 Marne) et Charleville-Mézières (08 Ardennes).
En outre les sections de protection des infrastructures (SPi) de Chalons-sur-Marne, Langres et Brienne-le-Château lui sont rattachées.
Sur Thierville-sur-Meuse (commune limitrophe de Verdun) le régiment est stationné :
Au quartier Gribeauval : C'est la zone vie du régiment où sont regroupés :
Le PC du Chef de corps et l'État Major. Les services administratifs, techniques et emploi. Les moyens d'instruction et hébergement et détente. Soit la compagnie de commandement et de service, la 1re compagnie et une partie de la 3e compagnie.
Au quartier Doumenc : zone technique principale (1re compagnie).
Sur Verdun au quartier Driand : zone technique secondaire (partie de la 3e compagnie).
À Mourmelon au quartier Gallieni : zone vie de la 2e compagnie et au quartier Maunory pour la zone technique.
À Connantray est installée la 4e compagnie qui gère le dépôt de munitions.
Les autres points d'implantation du régiment :
À Charleville-Mézières sont implantés des éléments de la 3e compagnie en soutien du 3e régiment de Génie.
À Chalons-sur-Marne, à la SPI de l'ERM.
À Brienne-le-Château à la SPI de l'ERGM.
À Langres à la SPI de l'ERGM.
Fin de l'extrait de la plaquette d'accueil
Le 1er juillet 1990, le régiment est dissous. Il rend son étendard reçu le 23 octobre 1985.

### En 1999
Dans le cadre de la professionnalisation de l'Armée de terre et afin de répondre aux nouveaux besoins, le 8e régiment du matériel renaît le 1er juillet 1999 à Mourmelon-le-Grand. Il est rattaché à la 1re brigade logistique basée à Montlhéry.
Le 8e régiment du matériel reprend son étendard et son insigne, abandonnés lors de la dissolution.
Le 8e RMAT de Mourmelon est créé à partir des unités suivantes :
- L'Établissement du matériel de Châlons-en-Champagne
- L'Établissement du matériel de Saint-Florentin (Yonne)
- L'Établissement du matériel de Brienne-le-Château.
- La 2e compagnie de réparation du 10e bataillon du matériel de Mourmelon-le-Grand et la 1re Cie de Verdun.
- La 5e compagnie approvisionnement du 6e régiment du matériel de Rastatt (Allemagne).
- La compagnie munitions de Connantray-Vaurefroy (auparavant rattachée au 1er RMAT de Sarrebourg).
- La compagnie de soutien électronique de Laon-Couvron (auparavant rattachée au 1er RMAT de Sarrebourg).

Le 1er juillet 2000, l'établissement du matériel de Chemilly-sur-Yonne devient un détachement du 8e RMAT et ce jusqu'à sa dissolution le 6 juin 2003.

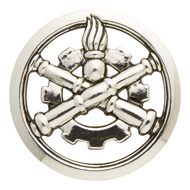
Insigne de béret, du matériel

### En 2005
Une réorganisation des régiments du matériel change le visage du 8e RMAT le 1er juillet 2005 :
- Perte des détachements de Brienne-le-Château, Connantray et Saint-Florentin
- Accueil des détachements de Laon-Couvron et de Douai (qui proviennent du 1er Régiment du Matériel)

Le 8e RMAT s'organise comme suit :
- La portion centrale de Mourmelon-le-Grand qui comprend :
  - l'État-major,
  - la Compagnie de Commandement et de Soutien (CCS),
  - la 1re Compagnie de Maintenance Mobilité (CMM),
  - la 3e Compagnie d'Approvisionnement (CAP),
  - La 5e compagnie Escadron de Maintenance Multi-technique (EMM) et
  - le 11e Groupement Multi-Technique (GMT).

- La 2e Compagnie de Maintenance Électronique et Armement (CMEA) basée à Châlons-en-Champagne.
- La 4e Compagnie de Maintenance Mobilité (CMM) basée à Laon-Couvron.
- Le 12e Groupement Multi-Technique (GMT) basé à Douai.

Le 8e RMAT assure le soutien dans les différentes techniques du domaine de la maintenance hors matériels aériens et para-largage. Cette mission se décline au travers des domaines :
- maintien en condition des véhicules à roues ou chenillés, génie, groupes électrogènes.
- approvisionnement en rechanges et en matériels complets.
- maintien en condition des matériels de transmission, radars, nucléaires, bactériologiques et chimiques, incendie.

Fort de près de  1000 personnes, le régiment mène sa mission de maintenance sur quatre sites déployés sur trois départements et trois régions. 
Sa complémentarité civils-militaires lui offre une capacité opérationnelle importante. 
Il peut en effet projeter en permanence jusqu'à 500 militaires sur tous théâtres d'opérations.

### En 2007
- Miss Champagne-Ardenne 2007, Déborah Lopez, devient la marraine des « engagés volontaires » du régiment.

### En 2008
- La 2e Compagnie de Maintenance Électronique et Armement (CMEA) basée à Châlons-en-Champagne déménage dans l'enceinte de la portion centrale à Mourmelon-le-Grand.

### En 2010
- Rattachement d'une section détachée de la 5e Compagnie à Verdun.
- création d'un partenariat entre le lycée des métiers Croix Cordier de Tinqueux et le 8e RMAT, pour accueillir 20 élèves de la section Maintenance des équipements industriels, qui a l'obtention du Bac se verront offrir un contrat.

### En 2011
- Le 1er régiment du matériel de Woippy (agglomération de  Metz) est dissous et devient un détachement du 8e RMAT[2].

### En 2012
- Transfert du détachement de Laon-Couvron vers Mourmelon-le-Grand.

### En 2017
Le détachement de Woippy est rattaché au 6e régiment du matériel de Besançon, le détachement de Douai est rattaché à la 12e base de soutien du matériel, le 8e RMAT intègre le détachement de Satory (Versailles) et le détachement d'Olivet.

## Chefs de Corps
- 2023- aujourd'hui : Col ANTEGNARD
- 2020-2023 : Col ALLAFORT
- 2018-2020 : Col MARCEL Didier
- 2015-2018 : Col FRANÇO
- 2012-2015 : Col BELLANGER Pascal
- 2010-2012 : Col FOURNIER François[4]
- 2008-2010 : Col BOUAULT Philippe
- 2006-2008 : Col SEVIN Charles
- 2004-2006 : Col GOUDEAU Claude (****)
- 2002-2004 : Col COQUEBLIN Thierry (****)
- 2000-2002 : Col GABALDA
- 1999-2000 : Lcl NATTA
- 1987-1990 : COL POULET
- 1985-1987 : COL PERRIN